# Iridosornis analis
Iridosornis analis là một loài chim trong họ Thraupidae.